# Hypochrysops rovena
Hypochrysops rovena är en fjärilsart som beskrevs av Druce 1891. Hypochrysops rovena ingår i släktet Hypochrysops och familjen juvelvingar. Inga underarter finns listade i Catalogue of Life.